# Quintuplet-Sternhaufen
Der Quintuplet-Sternhaufen ist neben dem Arches-Sternhaufen einer der dichtesten bekannten Sternhaufen in der Milchstraße. Er befindet sich etwa 25 000 Lichtjahre entfernt in der Nähe des Zentrums unserer Galaxie  im Sternbild Schütze.
Aufgrund der extrem starken optischen Extinktion durch Staub in dieser Region ist der Sternhaufen im visuellen Bereich unsichtbar und nur im Röntgen-, Infrarot- und Radiofrequenzbereich erkennbar. Der Sternhaufen ist ungefähr vier Millionen Jahre alt und besitzt eine Gesamtmasse von etwa 10 000 Sonnenmassen. Die hellsten Sterne im Haufen sind extrem massereiche und leuchtstarke Hyperriesen, wie QPM-241 (alias WR 102ea) und der Pistolenstern. Einige davon sind Doppelsterne, die kurz vor der Explosion in Form einer Supernova stehen. Der Pistolenstern gehört mit einer etwa sechsmillionenfachen Leuchtkraft der Sonne zu den hellsten bekannten Sternen. Bei QPM-241 handelt es sich um einen Wolf-Rayet-Stern mit einer Leuchtstärke von etwa dem 4,5 millionenfachen der Sonne.